# フマキラー
フマキラー株式会社（英: Fumakilla Limited）は、東京都千代田区に本社を置く、殺虫剤など衛生薬品の製造・販売を行う日本の日用品メーカーである。企業スローガンは「日用品質」。

## 概要
1874年（明治7年）、広島県安佐郡祇園町（現・広島市安佐南区祇園）にて薬種商を創業。1890年（明治23年）、その屋号を「大下回春堂」（初代）と命名。 
大下大蔵が、1920年（大正9年）に殺虫剤「強力フマキラー液」を開発し、1924年（大正13年）に「大下回春堂」（2代目）を創立。1950年（昭和25年）に株式会社に改組した後は、これを軸に殺虫剤メーカーとしての基礎を固めると共に、1963年（昭和38年）には、世界初の電気蚊取『ベープ』を発明・開発した。
なお、社名はfly（蠅）のフライの“フ”とmosquito（蚊）のマスキートの“マ”にkillerを付けたものであり、創業時の殺虫剤の商標名「強力フマキラー液」の由来となっている（後述のように、この商標名に因んで現在の社名となった）。
現在は、東京都千代田区に本社を置きつつも、創業地の広島に本社機能を残すと共に、廿日市市（旧佐伯郡大野町）に工場を置き、同社の主要生産拠点となっている。また、大日本除虫菊（金鳥）、アース製薬と並んで家庭用殺虫剤のシェアを寡占し、アジア、ヨーロッパを始め、海外に同社の法人が多数存在する。
ライバル企業のアース製薬が経営統合を視野に入れて当社株の約10%を取得した影響もあり、2010年（平成22年）5月には、永年に亘って友好的なビジネスパートナーであったエステーとの資本業務提携を発表。翌月にエステーを割当先とする第三者割当による新株発行を行ったため、エステーが新たな筆頭株主（約15%）となった。また、エステーから取締役1名の派遣を受けるため、「その他の関係会社」にもなった。その後、アース製薬は経営統合を断念し、2011年（平成23年）3月16日に、保有するフマキラー株をエステーに売却。そのためエステーの持株比率は一時約25%強にまで上昇したが、同社は2013年（平成25年）12月から2014年（平成26年）1月に実施された自己株式の公開買付けに応募し、筆頭株主の座は維持しつつも持株比率を10％強に減らし、また「その他の関係会社」からも除外された。

## 沿革
- 1874年（明治7年） - 広島県にて薬種商を創業。
- 1890年（明治23年） - 屋号を「大下回春堂」と命名（初代）。
- 1920年（大正9年） - 殺虫剤「強力フマキラー液」を創製。
- 1924年（大正13年） - 創業50周年、大下大蔵が「大下回春堂」（2代目）を創立。
- 1924年（大正13年）7月 - 「強力フマキラー液」の専売特許に成功（創立）。
- 1950年（昭和25年）12月25日 - 株式会社に改組（株式会社大下回春堂、3代目大下回春堂）、東京都千代田区に本店、広島市安佐南区に広島工場を設ける。
- 1954年（昭和29年）5月 - 広島県廿日市市（旧佐伯郡大野町）に大野工場を開設。
- 1954年（昭和29年）12月 - 広島工場から大野工場へ工場移転を開始。
- 1962年（昭和37年）12月 - フマキラー株式会社に商号変更、同時に資本金1億円に増資。
- 1963年（昭和38年） - 世界初の電気蚊取り器「ベープ」を開発、発売。
- 1964年（昭和39年）5月 - 東京証券取引所2部、広島証券取引所上場。
- 1965年（昭和40年）11月 - 大野工場に工場移転が終了。広島工場を廃止し、大野工場を広島工場に改称。
- 1974年（昭和49年） - 創業100周年。
- 1981年（昭和56年） - 使い捨てカイロ「ミスターホット」発売。
- 1987年（昭和62年） - ピレスロイド系防虫剤「サザン」、芳香剤「ファミレド」発売。
- 1989年（平成元年） - 液体電気蚊取り器「ベープリキッド」発売。
- 1996年（平成8年） - アルコール除菌スプレーを発売し、ヒット。
- 1997年（平成9年） - この年から「ベープ」のイメージキャラクターに、ジャニーズ事務所所属のロックバンド、TOKIO（現：株式会社TOKIO所属）を起用する。
- 1999年（平成11年） - 電池式虫よけ器「どこでもベープ」発売。
- 2002年（平成14年） - 業界に先駆け、電池式の業務用不快害虫駆除器「G-02（ジーゼロツー）」を発売。
- 2003年（平成15年） - 「どこでもベープ」が医薬部外品の認可を取得し、「どこでもベープ蚊取り」としてリニューアル発売。
- 2004年（平成16年）3月 - 当時の世界最小・最軽量サイズの携帯型電池式虫よけ器[注 1]「どこでもベープNo.1」発売。シェア60%を超えるヒット商品となり、携帯型電池式虫よけ器普及の先駆けにもなる。2005年3月には園芸用品ブランド「カダン」に同製品の色違い品「カダンどこでもベープNo.1」を発売。
- 2005年（平成17年）3月 - 「どこでもベープ蚊取り」を小型化し、屋外での用途にも対応した「どこでもベープ蚊取りGO!」を発売。
- 2005年（平成17年）12月 - 特定外来生物アルゼンチンアリの飼養許可を取得。翌年3月にアルゼンチンアリ専用駆除剤を生む[注 2]。
- 2006年（平成18年）3月 -
  - 状況に合わせて「ベープリキッド」と「ベープマット」が使い分けできる兼用器具を開発。この器具を採用した「ベープリキッドセット」、「ベープマットセット」、「ベープマットコードレスセット」を発売。
  - 「どこでもベープ蚊取りGO!」をリニューアル発売。薬剤の変更で少量でも十分な効果を発揮できたことにより、本体器具が従来型よりも薄くなった。
  - 「どこでもベープNo.1」よりもさらに小型・軽量化し、世界最小・最軽量を更新。トップカバーの着せ替えもできる携帯型電池式虫よけ器「どこでもベープNo.1 NEO」を発売。同時に「どこでもベープNo.1」も新色のオレンジを追加しパッケージリニューアル。
- 2006年（平成18年）12月 - 従来の「G-02（ジーゼロツー）」の2倍の効力を実現した電池式業務用不快害虫駆除器「ウルトラベープPRO」発売。
- 2007年（平成19年）3月 - 
  - 「どこでもベープNo.1 NEO」が携帯型電池式蚊取り器としてリニューアル発売。カラーバリエーションが増える。
  - 「どこでもベープ蚊取り」をリニューアル。スタイリッシュな薄型ボディの新器具を採用。
- 2008年（平成20年）3月 
  - 「どこでもベープ蚊取りGO!」をリニューアル。高さを低くした新器具を採用。
  - お部屋の1箇所に1回押すだけで12時間効果が続く"次世代蚊取り"「おすだけベープ」発売。
- 2009年（平成21年）3月 - 「どこでもベープ蚊取りGO!」をリニューアル。薬剤カートリッジを薄型化しよりにコンパクトに。ラインナップも480時間（1日8時間使用で60日間）のみに集約。
- 2010年（平成22年）3月
  - 一定時間ごとに運転と停止を繰り返す「エコドライブシステム」と「新薬剤飛散システム」で業界最長の200日のロングラン稼動と3倍効力を両立した電池式蚊取り「どこでもベープ未来」を発売。
  - 従来の「どこでもベープ蚊取りGO!」を改良し、効力を約5倍に向上させた「どこでもベープGO!未来」を発売。
- 2010年（平成22年）5月 - エステーとの資本業務提携を発表。新株発行により翌月から当社の筆頭株主となる。
- 2011年（平成23年）3月 - 従来の「どこでもベープNo.1NEO」を改良し、効力を約5倍に向上させた「どこでもベープNo.1未来」を発売。
- 2012年（平成24年）1月 - エステー、NSファーファ・ジャパンとの3社間による資本提携業務で合意締結。
- 2012年（平成24年）3月 - 業界ではじめて、残量が分かるクリアボトルを採用したワンプッシュ式蚊取り「おすだけベープ クリスタ」を発売。
- 2014年（平成26年）3月 - 女性だけで構成された女子プロジェクトチームが考案・開発した効き目とデザイン性を兼ね備えた新ブランド「Kawaii Select（かわいいセレクト）」を立ち上げ、「Kawaii Select 虫よけバリア」・「Kawaii Select 虫よけバリア アミ戸にピタッ」を発売。
- 2015年（平成27年） - 蚊の恐怖に警鐘を打ち鳴らし、感染症の発生ゼロを目指す「『命のそばに。』プロジェクト」を立ち上げる。ベープのCMでのキャッチフレーズに「本気でヤバイから本気のベープ」が使われた。
- 2016年（平成28年）3月 - 日本初承認の成分イカリジンを配合した虫よけ剤「天使のスキンベープ」、自治体や害虫駆除業者が使用する薬剤を一般向けに製品化した「フマキラー ボウフラ退治」を発売。
- 2021年（令和3年） - 広島工場に研究施設「ブレーンズ・パーク 広島」を開設[3]。
- 2023年（令和5年） - ベープ60周年。
- 2024年（令和6年） - 創業150周年。

## 事業所
本社・首都圏支店
東京都千代田区神田美倉町11番地
広島工場
広島県廿日市市梅原1-11-13（旧佐伯郡大野町）
- ※商品パッケージの製造者表示は東京本社のものが記載されているが、まれに商品によっては広島工場（営業本部）の住所が記載されているものもある。
- 研究施設「ブレーンズ・パーク 広島」が併設されている。

北日本営業所
宮城県仙台市宮城野区榴岡3-4-18 オークツリー榴岡3階（2021年7月より）
中部支店
愛知県名古屋市昭和区御器所1-11-16
関西支店
大阪府吹田市垂水町3-5-15
中四国支店
広島県広島市西区中広町3-17-9
九州支店
福岡県福岡市博多区下呉服町3-5

### 関係会社
- 大下産業株式会社（広島市安佐南区）
- 大下製薬株式会社（廿日市市）
- 日広産業株式会社（広島市中区）
- フマキラー・トータルシステム株式会社（東京都千代田区）

### 海外連結子会社
- インドネシア P.T.Fumakilla Indonesia
- インドネシア PT.FUMAKILLA NOMOS
- インド Fumakilla India Private Limited
- メキシコ Fumakilla America S.A.DE C.V.
- マレーシア Fumakilla Asia Sdn. Bhd.
  - マレーシア　Fumakilla Malaysia Berhad（Fumakilla Asia Sdn. Bhd. の子会社）
  - タイ Fumakilla (Thailand) Ltd.（同上）
  - ベトナム Fumakilla Vietnam Pte., Ltd.（同上）
  - ミャンマー Myanmar Texcorp Limited（同上）

他2社

## 主な商品

### 殺虫剤
- ベープ（蚊取り・虫よけ製品の統一商標）
  - どこでもベープ プレミアム - 2015年6月発売。高濃度処方を採用した「効き目プレミア」シリーズの1つ。飛行機の翼の形状を応用し、少ない消費エネルギーで大きな風力を発生させる「メリディアン加速流ファン」を採用するとともに、送風力を最大限に生かすため、ファンを囲む円形の特殊壁や環状ケージングにも工夫し、薬剤カートリッジも通常サイズの名刺を横3枚分に並べた程度の大きさの不織布をプリーツ状に成形して薬剤を含ませた高機能浸体体の採用により、初代の「どこでもベープNo.1」の15個分の効力を実現した携帯用虫よけ器。カートリッジ1個で約240時間（1日6時間使用で約40日間）使用可能。
  - ベープマット【防除用医薬部外品】 - 世界初の電気蚊取で、同社を代表する製品。1日1枚使いきりタイプ。微香性の「ベープマットソフト」もある。また、器具付セット「ベープマットセット」もラインナップする。
  - おすだけベープ【防除用医薬部外品】 - 部屋に1日1回スプレーするワンプッシュ蚊取り。2015年2月に全面リニューアルし、これまで「おすだけベープ クリスタ」として発売されていた薬液の残量が見える透明樹脂ボトルを採用するとともに、スプレータイプには誤って押しても噴霧しない誤噴射防止ロックを新たに装備。既存ラインナップを器具付120回分、スプレー120回分、スプレー120回分 ロマンティックブーケの香り、取替え用90回分、取替え用120回分、取替え用120回分 ロマンティックブーケの香りの6種類に集約し、新たに、スプレー120回分 2本入りを追加した。なお、取替え用は歴代の「おすだけベープ」シリーズの器具やスプレーにも使用できる。
  - おすだけベープ 不快害虫用 - 部屋に1日1回スプレーするワンプッシュ虫よけ。2015年2月に従来の「おすだけベープ クリスタ24 不快害虫用」をリニューアル。器具付とスプレー（アロマティックローズの香りを含む）は使用回数を250回分から280回分に増やし（取替え用は250回分のままでパッケージリニューアルのみ）、「おすだけベープ」同様、スプレータイプには誤噴射防止ロックを装備した。さらに、持続時間14時間の寝室用「スプレー280回分 ナイトアロマの香り」を新たに発売した。なお、取替え用250回分は歴代の「おすだけベープ」シリーズの器具やスプレーにも使用できる。
  - おすだけベープ コバエ用 - 2011年3月発売。コバエ退治用のワンプッシュスプレー。4畳あたり1回噴射し、1本で90回使用できる。
  - どこでもベープ蚊取り【防除用医薬部外品】 - 屋内用の電池式蚊取り。リニューアルによりセット品のラインナップを見直し、ブルーは60日セットのみ、シルバーは120日セットのみとなる。カートリッジは電池・薬剤一体型のため、取り替え時期まで電池交換不要（本カートリッジは2003年発売の初代モデル、2005年発売の「蚊取りGO!」初代モデル、2008年発売の「蚊取りGO!」2代目モデルにも使用可能。また、不快害虫用の「どこでもベープ」にもカートリッジ形状が同一の為使用可能）。
  - どこでもベープGO!未来 - 屋内・屋外兼用型の電池式虫よけ。従来比5倍の効力と480時間（1日8時間使用で60日間）の長期間稼動を実現。カラーはブルーのみ（ピンクは製造終了）。なお、専用のカートリッジを用いるため、従来の「どこでもベープ蚊取り」の取替え用は使用できない。
  - どこでもベープ未来 - 「エコドライブシステム」を採用した超ロングランタイプの電池式虫よけ。2013年3月には取替え用90日を追加発売した。カラーはパールホワイトのみ。2015年3月に200日セットを「メタリックブルー」から150日セットと同じパールホワイトに変更してリニューアルした（取替え用200日は製造終了となり、セット品のみの設定となる）。なお、専用の電池・薬剤一体型カートリッジを用いる為、従来の「どこでもベープ蚊取り」の取替え用は使用できない。本品に採用されている「エコドライブシステム」は元々、ウォークインクローゼット用防虫剤「ファン式サザン」に用いられていたものを応用したものであり、同システムの開発にはエステーも携わっていた。
  - どこでもベープNo.1 未来 - 従来比5倍の効力と高い虫よけ効果を実現した超小型サイズの携帯用虫よけ。メタリックグレー・メタリックブルー・ハローキティ（限定品）の3種類。取替え用は従来の「どこでもベープNo.1」・「カダン どこでもベープNo.1」及び「どこでもベープNo.1 NEO」にも使用でき、効力が従来の薬剤に比べて3倍アップされる。
  - ウルトラベープPRO - 「どこでもベープ」の原理を業務用に活かした大型の電池式虫よけ。飲食店や会社のオフィスでの使用が主体。15時間ONと9時間OFFを繰り返す自動タイマー付きで、24時間連続使用で約2ヶ月使用が可能。カートリッジは単1アルカリ乾電池4本が付属されている。
  - ベープリキッド【防除用医薬部外品】 - 液体蚊取り。セットの器具はリキッド・マットが兼用器具を採用。取り替えボトルは全ての「ベープリキッド」の器具に使用可能で、30日と60日（いずれも2本入のみ）をラインナップする。互換品としてはライオンケミカルがプライベートブランド向けに製造している、「CO-OP かとりリキッド」「トップバリュ 蚊取りリキッド」などの60日用がある。
  - 天使のスキンベープ【防除用医薬部外品】 - 2016年3月発売。イカリジンを5%配合したエアゾールタイプの虫よけ剤。香りはベビーソープの香りとピーチアプリコットの香り（ハローキティデザイン）の2種類があり、ベビーソープの香りには大容量サイズの300mlも設定されている。
  - 天使のスキンベープ プレミアム【防除用医薬部外品】 - イカリジン15%配合。
  - スキンベープミスト【防除用医薬部外品】 - エアゾール製品に比べて効き目成分量を3倍に強化し、舞い散りも少ないミストタイプ。マダニにも対応。2014年3月に携帯用の60mlを追加発売した。また、トリガーガン式の200mlには限定品でピーチアプリコット香りの「ハローキティ」もある。
  - 医薬品スキンベープミストSH【第2類医薬品】 - 虫よけ成分を12%配合し、潤水成分としてヒアルロン酸Naを配合したミストタイプの医薬品虫よけ剤。2015年3月に「スキンベープミストSH」をリニューアルし、これまでの白基調から、他の「スキンベープ」シリーズと同じエメラルドグリーンに上部とホワイトを組み合わせたツートーンカラーのデザインとなった。
  - スキンベープ ティシュ ハローキティ【防除用医薬部外品】 - 2016年3月発売。虫よけ成分ディートを10%配合したウェットティシュタイプの虫よけ剤。
  - 服にスプレー スキンベープミスト ナチュラル UVカット 不快害虫用 - 2015年3月発売。レモンユーカリに含まれる成分とメントールを配合し、100%天然由来成分でできた服や帽子・ベビーカーにかけるミストタイプの虫よけ剤。2016年3月にUVカット効果を加えて「服にスプレー スキンベープミスト ナチュラル 不快害虫用」から製品名を変更した。
- フマキラー蚊取り線香 本練り【防除用医薬部外品】
- フマキラー虫よけアロマ線香 - 2015年3月発売。高濃度処方を採用した「効き目プレミア」シリーズの一つ。ピレスロイド系の殺虫成分dl・d-T80-アレスリンを、「フマキラー蚊取り線香 本練り」の3倍量配合し、ファインシトラス・リラクシンググリーン・リラックスカモミール・デラックスローズ・ピースフルラベンダーの5つの香りを封入した大容量アソートタイプの香りつき虫よけ線香。2016年3月に約11時間燃焼の「ジャンボ」と、ローズの香りのみの30巻缶入「虫よけアロマ線香 ハローキティ ローズの香り」を発売した。
- フマキラーAダブルジェット【防除用医薬部外品】 - 「Wジェットノズル」採用の殺虫スプレー。
- フマキラープレミアム - 2015年3月発売。高濃度処方を採用した「効き目プレミア」シリーズの一つ。即効殺虫成分のイミプロトリンとd-T80-フタルスリン、持続性を持つトランスフルトリン、常温揮散成分トラロメトリンの4種類のピレスロイド系成分を高濃度配合し、殺虫だけでなく虫よけ効果を併せ持つ「ダブルジェットノズル」採用の殺虫スプレー。本品は屋外用で、屋内での使用はできない。550ml入りの他に、プロ用の800ml入りも設定されている。
- 虫よけバリア
  - 虫よけバリアプレミアム - 2016年3月発売。B5サイズを横に4枚並べた程度の大きさの不織布をプリーツ状に成型することで薬液をたっぷり含浸させた高機能薬剤含浸体の採用し、フックにガラスビーズも装着した吊り下げタイプ。高濃度処方を採用した「効き目プレミアム」シリーズの一つ。
  - 虫よけバリアブラック - 2012年3月発売。薬剤付メッシュネットを黒色に替えたことで太陽光を吸収し、温度が上がることで薬剤揮散量をアップさせる吊り下げ形。2015年3月に250日をパッケージリニューアルし、新たに366日を追加発売した。また、250日・366日ともに数量限定で2個パックも設定されている。
  - 虫よけバリア - S字形状の大型ボディを採用した吊り下げ形。現在は2013年3月から発売されているピンク基調の「ハローキティ」のみ。2014年3月に長日数化し、従来よりも100日長い250日となった。
  - 虫よけバリアブラック アミ戸にピタっ! - トランスフルトリンを配合し、太陽の光を吸収して薬剤の揮散量をアップさせる黒色ネットを採用し、12cm四方の大型サイズとした網戸用。網戸用虫よけ剤としては唯一の取り替えサイン（インジケーター付）。一旦製造を終了していたが、2016年3月に復活発売。その際、持続日数が伸び、従来の130日と200日から200日と300日となった。
  - 虫よけバリア アミ戸窓ガラス - 防虫と殺虫ができるスプレー。4連ワイドノズルを採用。速乾性があるため、窓ガラスや玄関灯にも使用できる。
- Kawaii Select（かわいいセレクト）
  - Kawaii Select スキンベープミスト【防除用医薬部外品】 - 2016年3月発売。ディートを10%を配合したミストタイプの虫よけ剤。これまでの虫よけ剤とは異なり、30ml入りの小容量ミニサイズ、ピンクをベースとして花をあしらったデザインとし、業務提携しているエステーの監修によりフローラルの香りとした。
  - Kawaii Select 虫よけバリア - 2014年3月発売。花柄モチーフのホワイトボディと淡い色の薬剤シートを組み合わせ、フック部分にガラスビーズをつけた吊り下げ型。100日（ピンク）と200日（ブルー）の2種類。2015年3月には366日を追加発売した（ピンクとブルーの2色）。
  - Kawaii Select 虫よけバリア アミ戸にピタッ - 2014年3月発売。丸みを帯びたフラワーモチーフのボディにメッシュ状の薬剤シートを組み合わせた網戸用。200日（ブルー）と300日（グリーン）の2種類。
  - Kawaii Select 虫よけバリア 玄関用 - 2015年3月発売。従来の「虫よけバリア 玄関用」を一新した製品で、持続日数を366日に延ばし、フラワーモチーフを採用したスクエア形状のデザインとなり、フックには長さ調整機能をつけた。
  - Kawaii Select 虫よけバリア クルマ用 - 2015年3月発売。従来の「虫よけバリア クルマ用」を一新した製品で、エアコンの送風口に差し込むタイプからサンバイザー（万一落下した場合の危険を防ぐため助手席側に装着）に挟むクリップ留めタイプに替え、形状をスリム化して花柄デザインとなった。また、持続日数に関しても長持ち化した。
- ゴキブリワンプッシュ【防除用医薬部外品】 - 2016年8月発売。ミクロの霧を噴射して隙間に隠れているゴキブリを追い出す、ワンプッシュ式の殺虫剤。公式サイトではゴキブリ用ワンプッシュ式殺虫剤としては世界初としている。
- ゴキファイタープロ ストロング【防除用医薬部外品】 - 2019年3月発売。世界初のロングノズルを採用。
- ゴキファイタープロ 激取れ - 2019年3月発売。粘着剤を床ではなく天井に配置し、ゴキブリの足ではなく羽を捕らえる、次世代型のゴキブリ捕獲器。
- ゴキブリ超凍止ジェット 除菌プラス - 2013年3月発売。殺虫成分を使わず、降下温度-85℃の冷却効果でゴキブリの動きを瞬時に止めるゴキブリ用。当初は「ゴキブリ凍止ジェット」として発売していたが、2015年3月に除菌成分イソプロピルメチルフェノールを配合して「ゴキブリ凍止ジェット 除菌プラス」に改名。2016年3月に動きを鈍らせるくぎづけ成分を新配合してリニューアルし再改名した。
- 瞬間凍殺ジェット - 殺虫成分を使わず、-85℃の超冷気で瞬間殺虫するスプレー。2010年3月に這う虫・飛ぶ虫のどちらにも使用できる300ml入りを追加。
- アリフマキラー
- アリ・ムカデ粉剤
- フマキラー ボウフラ退治【第2類医薬品】 - 2016年3月発売。自治体や害虫専門業者が使用する薬剤ピリプロキシフェンを配合した粒剤タイプのボウフラの発生予防剤。
- 霧ダブルジェット フォグロンS【第2類医薬品】 - ダブルジェットノズル採用のスプレー燻煙剤。かつては「フォグロンS」【医薬品】の商品名で発売されており、有機リン系のフェニトロチオンを配合していた。現在の商品名となる際、同時に現在の有機リン剤を使用しない処方（メトキサジアゾン+シフェノトリン）となった。日本では最初のスプレー燻煙剤である。
- 霧ダブルジェット フォグロンD【第2類医薬品】 - ダブルジェットノズル採用のスプレー燻煙剤。かつては「フォグロンD」【医薬品】であり、「フォグロンS」同様にフェニトロチオンを配合していたが、現在の商品名となった際、処方も安息香酸ベンジル+シフェノトリンとなった。

### 家庭用品
- フマキラーキッチン用アルコール除菌スプレー - 抗菌成分グレープフルーツ種子エキスを配合したキッチン用除菌剤。2015年10月にグレープフルーツ種子エキスを1.5倍に増量してリニューアル。
- フマキラー食卓用アルコール除菌スプレー - 2015年2月発売。抗菌成分グレープフルーツ種子エキスを配合したスプレータイプの食卓用除菌剤。
- アルコール除菌タオル - 2013年1月発売。天然発酵アルコールとグレープ種子抽出物から作った除菌成分に、ヒアルロン酸Naを配合したウェットタオルタイプ。開口部を大きくして形状を工夫したことで使い始めにタオルを手前に引っ掛けるだけですぐにセットできる「らくらくセット口」を採用。
- アルコール除菌IHクリーナー - 2013年1月発売。発酵アルコールとアルカリ電解水を配合したIHクッキングヒーター用クリーナー。界面活性剤不使用。
- アルコール除菌どこでもクリーナー - 2013年1月発売。アルカリ電解水を配合した2度拭き・水洗い不要なキッチン・リビング用除菌洗浄剤。界面活性剤不使用。
- アルコール除菌プレミアム ウィルシャット - 発酵アルコール、アルカリ電解水、グレープフルーツ種子エキスを配合した除菌・消毒剤。発売当初は「アルコール除菌 ウイルシャット」として発売していたが、2016年3月にパッケージリニューアルし、製品名を変更した。
- アレルシャット
  - ウイルス イオンでブロック スプレータイプ - 2015年11月発売。
  - ウイルス イオンでブロック
  - 花粉 イオンでブロック
  - ウイルス マスクでブロック - 2014年10月発売。
  - 鼻シャワー ミストタイプ - 2014年10月発売。
  - 花粉 鼻でブロック
  - 花粉 鼻でブロック ミント
- 激乾 - 除湿剤
- サザン・ロング - 1年間効果が持続する衣類用防虫剤。
- お風呂まとめて泡洗浄 - 2013年9月に「お風呂まとめて洗浄+除菌」の洗浄力を高めてリニューアル。残り湯に入れて溶かし、浴室小物を入れて一晩つけ置きするだけで浴槽・風呂釜・浴室小物の汚れをまとめて洗浄し、除菌までできる浴室用つけ置き洗浄剤。ベビーローズの香りとグリーンアップルの香りの2種類。
- ネオナイス - ロングセラーのトイレ用洗浄剤
- アルコール除菌ハイブリッド シューズの気持ち - 2013年1月発売。消臭成分とプラスイオン抗菌剤を配合した靴用除菌消臭剤。無香料とフローラルの香りの2種類。2002年に発売された「シューズの気持」をリニューアルしたものである。
- アルコール除菌 シューズの気持ち プレミアムハイブリッド - 2015年10月発売。除菌剤イソプロピルメチルフェノールを3倍、プラスイオン抗菌剤を2倍高配合した靴用除菌消臭剤。

### 園芸用品
- カダン（園芸用品の総合ブランド）
  - カダンセーフ【農薬】 - 2004年1月発売。ヤシ油とでんぷん（ジャガイモ・トウモロコシ由来）からできたソルビタン脂肪酸エステルを配合したスプレータイプの殺虫殺菌剤。2006年1月に内容量を半減（900ml→450ml）して外箱を省き、希望小売価格を値下げするリニューアルを行い、同年7月には当初発売されていた900mlを大容量サイズとして復活設定（希望小売価格は発売当初時よりも値下げされる）。2011年2月にブルーベリーやサクランボなどの果樹にも対応した。2013年3月に450mlをパッケージリニューアルするとともに、大容量900mlの内容量を1,100mlに増量、さらに、250mlの小容量サイズを追加した。2016年3月に450mlと1,000ml（従来の1,100mlから減容）に正倒立トリガーを採用してリニューアルし、250mlもパッケージリニューアルした。
  - カダンプラスDX【農薬】 - 2010年2月発売。チアメトキサムとエマメクチン安息香酸塩の2種類の殺虫成分、殺菌成分ジフェノコナゾール、活力成分成分を配合したスプレータイプの殺虫剤。2012年3月に当社製ペルメトリン乳剤に比べてアブラムシに対する予防効果を4倍に高めてリニューアル。2013年3月に450mlをパッケージリニューアルするとともに、大容量900mlの内容量を1,100mlに増量、さらに、250mlの小容量サイズを追加した。（製造販売元：シンジェンタジャパン）
  - カダンスプレーEX【農薬】 - 2008年1月発売。殺虫成分チアメトキサムと活力成分を配合したスプレータイプの殺虫剤。2012年3月に当社製ペルメトリン乳剤に比べてアブラムシに対する予防効果を4倍に高めてリニューアル。2015年2月にパッケージリニューアルした。（製造販売元：シンジェンタジャパン）
  - カダンアタックワンAL バラ用【農薬】 - 殺虫成分ビフェントリンと殺菌成分ミクロブタニルを配合したスプレータイプの殺虫殺菌剤。2015年2月にこれまでの「カダンアタックワンAL」をリニューアルしてバラ専用に特化し、トリガーはジェット噴射も可能な2WAY切り替え式になった。なお、エムシー緑化からも「アタックワンAL」の商品名で発売されている。（かつてはニチノー緑化からも発売されていた。）（製造販売元：日本農薬）
  - カダンモスピラン・トップジンMスプレー【農薬】 - 2005年2月発売。殺虫成分アセタミプリドと殺菌成分チオファネートメチルを配合した園芸用ハンドスプレー。2013年3月にパッケージリニューアル。住友化学園芸、ニッソーグリーンからも「モスピラン・トップジンMスプレー」の商品名で発売されている。（製造販売元：日本曹達）
  - カダン野菜用ハンドスプレー【農薬】 - 水性・ノンガスタイプで10cm未満の近接噴霧もできる野菜専用ハンドスプレー。
  - ケムシカダンHS【農薬】 - 最大5mの高さまで届き、近くの場所にはワイド噴射と切替ができる切替ノズル付ジェットトリガーを採用。有効成分ペルメトリンを配合した花木用ハンドスプレー。2014年2月に噴射距離を4mから5mに拡大してリニューアル。
  - カダンD【農薬】 - アレスリンとTPNを配合し、ダブルノズルを採用した植物（花卉、花木）用殺虫殺菌エアゾール。アブラムシ、アメリカシロヒトリ、うどんこ病、黒星病、褐斑病などに適用がある。殺菌剤としては抗菌スペクトルが広く、殺菌力も強めで効果も比較的長めだが、予防主体の保護殺菌剤である為、病気に対しては発病前〜発病初期の散布が有効。
  - カダンVII【農薬】 - ダブルノズルを採用した野菜用殺虫殺菌エアゾール。
  - カダンK【農薬】 - アレスリンとマシン油を配合し、ダブルノズルを採用したカイガラムシ用殺虫エアゾール。
  - カダンA ケムシジェットタイプ【農薬】 - 2012年2月発売。水性タイプのケムシ用エアゾール。最大6.5mまでの高さまで届くジェットノズルを採用。
  - カダンセーフ原液【農薬】 - 2010年2月発売。ヤシ油とでんぷん由来からできたソルビタン脂肪酸エステルを配合した水で薄めて使う原液タイプの殺虫・殺菌剤。化学殺虫・殺菌剤成分不使用。（製造販売元：花王）
  - カダンセーフシリーズ 害虫退治 バシレックス水和剤【農薬】 - 天然微生物を利用した粉末希釈タイプの園芸用殺虫剤。有機栽培にも使用できる。（製造販売元：エス・ディー・エス バイオテック）
  - クモカダン プレミアム - 2016年3月発売。ピレスロイド系の殺虫成分d-T80-フタルスリンとトラロメトリンにより、殺虫効果と巣作り予防効果を併せ持つノンガスタイプのクモ用園芸殺虫剤。
  - カダン お庭フマキラー - 2015年2月発売。イミプロトリンとフェノトリンを配合し、薬害低減剤も配合した園芸用殺虫エアゾール剤。（不快害虫用）万一、植物に（偶発的に）噴霧がかかっても薬害低減剤の働きにより薬害は出にくいが、本剤は農薬ではないので、植物保護の目的では使用できず、また屋外用である為、室内では使用できない。
  - アリカダン - 2006年1月発売。除虫菊から抽出した天然成分ピレトリンを配合した園芸用アリエアゾール剤。2013年3月に素早く動きを止める冷却効果をプラスしてリニューアル。なお、発売当初の製品は水性タイプであったが、現在の製品は油性であり、「アリフマキラー」の家庭園芸向け仕様である。
  - アリカダン ウルトラ巣のアリ退治 - 連鎖殺虫効果を持つフィプロニルを配合した置き型タイプ。
  - カダンアリ全滅シャワー液 - 2011年2月発売。連鎖殺虫効果を持つフィプロニルを配合した水性・シャワータイプ。
  - アリカダン粉剤 - 2005年1月発売。天然成分ピレトリンを配合した殺虫粉をシリコーンオイルで特殊コーティングしたアリ用粉剤タイプ。細口と広口のツインキャップを採用。2007年2月に内容量を増量（550g→600g、800g→1kg）。2013年3月に再び内容量を増量した（600g→700g、1kg→1.2kg）。
  - ムカデカダン - 冷却麻酔剤イソペンタンと2種類の殺虫成分を配合したムカデ用エアゾールスプレー。「ムカデフマキラー」の家庭園芸向け仕様。
  - ムカデカダン粉剤 - 2013年3月発売。天然成分ピレトリンを配合した殺虫粉をシリコーンオイルで特殊コーティングしたムカデ用粉剤タイプ。細口と広口のツインキャップを採用。
  - カダンナメクジバリア粉剤 - 2012年2月発売。食品にも含まれるリンゴ酸を配合したナメクジ用粉剤。
  - ナメクジカダンスプレー - 2012年2月発売。100%食品成分でできたナメクジ用スプレー。
  - ナメクジカダン誘引殺虫剤 - メタアルデヒドが主成分のナメクジ用誘引殺虫剤。2012年6月にパッケージリニューアル。
  - ナメクジカダン誘引殺虫粒剤 - メタアルデヒドにビール酵母をプラスした粒タイプのナメクジ用殺虫剤。2012年6月にパッケージリニューアル。
  - カダンハチ・アブウルトラジェット - 2012年2月発売。最長11mまで噴射できるバズーカノズルを採用し、即効性の高いフタルスリンと致死効果が高いトラロメトリンを配合したハチ・アブ用エアゾール殺虫剤。「ハチ・アブウルトラジェット」の家庭園芸向け仕様。
  - カダン白アリジェットプロ - 2011年2月発売。トラロメトリン、シプロコナゾール、エムペントリンを配合し、逆さ噴射もできるジェット噴射ノズルと付属のすき間ノズルを採用した白アリ用エアゾール。
  - カダンヤブ蚊バリア【防除用医薬部外品】 - 2007年2月発売。トランスフルトリンを配合し、「ダブルジェット噴射」を採用した作業前に使用する水性タイプのエアゾール。2011年2月に「廃棄らくらくエコキャップ」を採用してリニューアル。「ヤブ蚊バリア」の園芸用仕様。
  - カダンスキンベープミスト【防除用医薬部外品】 - 2015年3月発売。ディートを10%配合したトリガーミストタイプの虫よけ剤。「スキンベープミスト」の園芸用仕様。
  - カダン虫よけバリアブラック - 2015年3月発売。「虫よけバリアブラック」の園芸用仕様。250日のみ設定。
  - カダン除草王シリーズ オレンジパワー【農薬】 - 2013年3月発売。オレンジの皮から抽出した天然由来成分オレンジオイル（d-リモネン）を配合したシャワータイプの除草剤。（製造販売元：エス・ディー・エス バイオテック）
  - カダン除草王シリーズ オールキラー粒剤【農薬】 - 2004年1月発売。年に1回散布する粒剤タイプの除草剤。発売当初は「カダン除草剤 オールキラー粒剤」として発売されていた。（製造販売元：エス・ディー・エス バイオテック）。2016年にモデルチェンジが行われ適用時期が拡大。雑草発生前にも使用が可能となった[5]。
  - カダン除草王シリーズ ザッソージエース【農薬】 - 2008年1月発売。シャワータイプの除草剤。根からは吸収されないため、庭木の根元にも散布できる。（製造販売元：シンジェンタジャパン）
  - カダンバランス液肥AO - アルギン酸オリゴ糖を配合したシャワータイプの液体肥料。無着色・無香料設計。
  - カダン殺虫肥料錠剤【農薬】 - 成分が徐々に溶け出し、植物に栄養を与えながらアブラムシの発生を予防する錠剤タイプの肥料殺虫剤。鉢の根元において使用する。（製造販売元：日本曹達）
  - カダンアミノパワー - 2014年9月発売。14種の天然アミノ酸と5要素（窒素・リン酸・カリ・カルシウム・マグネシウム）を配合した、1〜2週間に1回程度葉に散布するトリガースプレータイプの活力剤。販売チャネルにより3種類が用意されており、園芸用品売場（ホームセンター、大型ドラッグストア、大型スーパー）向けには「野菜用」とマンガン、ホウ素、銅を追加配合した「草花用」の2種類。ドラッグストアやスーパー向けには草花・野菜兼用の赤パッケージ品（園芸用品売場向けの「草花用」に相当）が発売される。
  - カダンシャワー液 - アルギン酸オリゴ糖（AO）と14種類のアミノ酸を配合した大容量1000ml入りのシャワータイプの全植物用活力剤。2014年9月に「カダンシャワー液AO全植物用」をリニューアルし、園芸用品売場（ホームセンター、大型ドラッグストア、大型スーパー）向けとドラッグストア・スーパー向け（赤パッケージ品）の2種類のパッケージデザインを設定した。
  - カダンポットインAO - アルギン酸オリゴ糖に、11種類の栄養分を配合したポットインタイプの活力剤。
  - カダンぜいたく培養土 草花用 - リン酸を多めに配合した元肥、熟成有機堆肥、天然虫よけ成分、根ぐされ防止剤を配合した草花用培養土。
  - カダンごちそう培養土 野菜用 - 元肥、熟成有機堆肥、天然虫よけ成分、根ぐされ防止剤を配合した野菜用培養土。
- 猫まわれ右 - 猫専用忌避剤
  - 猫まわれ右 びっくりスプレー - 2015年3月発売。熱感知赤外線センサーを搭載した乾電池式センサースプレータイプ（防滴設計、手を叩くと一定時間停止する一時停止システム搭載）。薬剤のみの取替え用も設定されている。
  - 強力猫まわれ右 粒剤 - メントールとペッパーオイルのダブル刺激成分を配合した粒剤タイプ。
  - 強力猫まわれ右 粒剤 グリーンの香り - 2016年4月発売。「強力猫まわれ右 粒剤」をベースに、植物成分のヒバ油と消臭成分をプラスした製品。
  - 強力猫まわれ右 スプレー - メントールとペッパーオイルのダブル刺激成分を配合した泡スプレータイプ。
- 犬猫まわれ右 - 犬猫忌避剤
  - 犬猫まわれ右 粒剤 - 忌避香料とペッパーオイルを配合した粒剤タイプ。2016年4月にシトラスの香りをパッケージリニューアルし、新たにローズの香りを発売した。
  - 犬猫まわれ右 スプレー - 柑橘系の忌避香料とペッパーオイルを配合した泡スプレータイプ。
- ドラ【防除用医薬部外品】 - 殺鼠剤（家ネズミ用）。ネズミの習性を利用した小袋タイプ。発売当初は添付のトレーに直接毒餌（粒状）を出す方式であった。
- ドラ デスパワー 強力粘着シート 2枚入

### 業務用製品
- ウルトラベープPRO - 電池式の不快害虫用駆除器。24時間稼働の「PROセット」と15時間稼動・9時間休止を繰り返すタイマー運転機能付の「Tセット」の2種類。
- チャッポリン - 浄化槽用蒸散性殺虫剤（エムペントリン製剤）。浄化槽のユスリカ・チョウバエ対策に。開封後3ヶ月間有効。
- フマキラーFK-2001【防除用医薬部外品】 - 業務用・ゴキブリ用殺虫剤

### 日本生活協同組合連合会商品
当社では、日本生活協同組合連合会向けに、「CO-OP」ブランドの殺虫剤を製造、全国の生協にて販売をおこなっている。
- CO-OP ハエ・蚊・マダニに効く殺虫スプレー【防除用医薬部外品】
- CO-OP かとりマット【防除用医薬部外品】
- CO-OP かとりリキッド【防除用医薬部外品】 - ライオンケミカルが製造。「ベープリキッド」の日本生活協同組合連合会向け仕様。器具は涼しげなスケルトンブルー。但し、この器具は「ベープリキッド」セットの器具とは異なり、「ベープマット」は使用できない仕様である。取替え用は60日用のみで、「ベープリキッド」器具各種にも使用できることが明示されている。
- CO-OP 虫よけミストスプレー【防除用医薬部外品】
- CO-OP 除虫菊で効く蚊取り線香【防除用医薬部外品】
- CO-OP 蚊取り線香【防除用医薬部外品】

### 生産完了品

#### 殺虫剤
- 強力フマキラー液【医薬部外品】 - 天然の除虫菊エキスを有効成分とした、噴霧器に入れて使用する強力殺虫液。瓶入り300ml、徳用1L缶入りがあった。
- フマキラースプレー - 上記「強力フマキラー液」専用噴霧器。
- フマキラーA【医薬部外品】 - 殺虫エアゾールのロングセラー商品であったが、「フマキラーA ダブルジェット」に一本化された。
- フマキラーAP【医薬部外品】 - 低臭性でべたつきも少ないハエ・蚊用エアゾール。生産完了後、長年を経て同一コンセプトの「フマキラーA ダブルジェット」が発売された。
- エアーフマキラー【医薬部外品】
- ラバゾールF【医薬部外品】 - 汲み取り式便所用殺蛆剤。エステーとの資本提携時、同社の「エスゾール」と重複するため製造打ち切り。なお、「エスゾール」のような散布用中栓はない。
- フマキラー撒粉器 - 粉剤用散粉器
- ベープマットf【医薬部外品】
- ベープ - 世界初の電子蚊取り器（マット式）
- 電子ベープ
- ベープ自動巻
- ベープ巻取りタイプ（後の「ベープ巻取り式」）
- 電子ベープコードレス - コンセント直結タイプ（後の「ベープコードレス」）
- ベープマット「カセット」【医薬部外品】 - 専用器具で使用するカセット式電子蚊取り。カセット1個で30日間（1日12時間使用）使用できる。
- ベープマット「森の香り」【医薬部外品】
- ぶたのベープマットセット【医薬部外品】
- ベープリキッド（初代）【医薬部外品】 - ムーディーなグリーンのライト付き。電源ON時、ボトル確認窓が常時グリーンに光る為、夜間でも残量がはっきり見える。リキッド専用器具の為、マットは使用できない。（下記3機種に関しても同様）
- ベープリキッド 蚊曜日【医薬部外品】 - ボトル装着・交換がワンタッチのベープリキッド用器具。
- ベープリキッド TUESDAY【医薬部外品】 - 蚊取り線香を模したベープリキッド用器具。ボトル装着・交換ワンタッチ。
- ベープリキッド 蚊取りぶた【医薬部外品】 - 蚊取り豚を模したスケルトン仕様のベープリキッド用器具。
- フマキラー天然蚊とりせんこう【防除用医薬部外品】 - 天然の除虫菊粉（ピレトリン）を使用した、無着色・無香料の蚊取り線香。（製造販売元：ユーアイかとり）
- 虫よけバリア置き型 - 天然ハーブ入りの液体と薬剤付メッシュネットを組み合わせ、底面をカーブ構造とした置き型タイプの虫よけ剤。60日と100日の2種類。「虫よけバリア スリム」へ継承。
- 虫よけバリア 玄関用 - ドアノブやフックにかけるリース形状の玄関用。持続日数を2倍以上にアップしてデザイン性を更に高めた「Kawaii Select 虫よけバリア 玄関用」へ継承。
- 虫よけバリア クルマ用 - 乗降時の虫の侵入を防ぐ車用。エアコンの送風口にセットして使用する。エアコンの風を邪魔しない垂直セット方式。無香料とフルーツシャワーの香りの2種類。デザインを一新して持続日数を延ばした「Kawaii Select 虫よけバリア クルマ用」へ継承。
- 虫よけバリアスリム - 薬剤に高濃縮タイプを用いることで大幅な小型化を実現し、且つ、インテリア性を高めたデザインとした置き型。
- サバイバルセット - 4.5m先の害虫にも効く屋外用強力虫よけ器具（不快害虫用）。本体、薬剤マット及びガスカートリッジで構成されているが、薬剤マット及びガスカートリッジの単品販売は無い。
- フマキラー携帯用虫よけセット - 火も電池も使わない携帯用シート式虫よけ器具（不快害虫用）。シートを入れると有効時間内は「虫よけ中」と本体表示窓に表示され、虫よけ中であることが一目で分かる。有効成分はディート。
- どこでもベープ - フマキラー初の電池式虫よけ（不快害虫用）。初代（1999年モデル）はスケルトンブルーの器具に薬剤・電池分離型のカートリッジ（20日用のみ）を採用していた。（成分は発売当初ディートであったが、すぐさまピレスロイド系殺虫剤に変更された。）2代目（2000年モデル）は現在の「蚊取り」と同型の電池一体型カートリッジを採用。同時に60日用、120日用もラインナップされた。現在、これらの器具には「蚊取り」のカートリッジのみ使用できる。なお、1999年モデルの器具に現行「蚊取り」カートリッジを装着する際は、カートリッジを分解し、薬剤容器及び電池を取り出す必要がある。また、同器具に120日用カートリッジは装着できない。
- どこでもベープ蚊取りGO!【医薬部外品】
- どこでもベープNo.1
- どこでもベープNo.1 NEO【防除用医薬部外品】
- 自動でベープ - 1時間ごとに薬剤がミスト状となって自動噴霧され、約60日間効果が持続する電池式虫よけ剤。噴霧ボタンを押すことで手動噴霧させることも可能。エステーとの共同開発品であり、同社の芳香消臭剤「自動でシュパッと消臭プラグ」の原理を応用したものである。
- スキンベープさらさらソフト【防除用医薬部外品】 - 保湿成分ホホバオイルを配合したパウダーインのエアゾールタイプ。発売当初は紫外線吸収剤及び制汗成分も配合されていた（紫外線吸収剤は紫外線による有効成分の分解を防ぐ目的で、また制汗成分は汗による成分流失を抑える目的でそれぞれ配合されている）。「スキンベープ」へ継承。
- スキンベープクール【防除用医薬部外品】 - 「さらさらソフト」の処方をベースにメントールをプラスしたクールタイプ。「スキンベープ」へ継承。
- スキンベープ【防除用医薬部外品】 - 虫よけ成分（ディート）を10%配合したエアゾールタイプ。天然潤水成分ホホバオイルを配合。2014年3月に従来の「スキンベープさらさらソフト」と「スキンベープクール」を統合してパウダーイン&クールタイプとなり、マダニにも対応した。「天使のスキンベープ」へ継承。
- 蚊とりジェット、蚊とりダブルジェット【医薬部外品】 - 植物にかかっても安全な水性タイプのヤブ蚊用持続性エアゾール。効果は2〜3時間持続。「ヤブ蚊バリア」【防除用医薬部外品】へ継承
- エアーフマローチ【医薬品】 - 油虫(ゴキブリ)専用塗布用殺虫剤
- ジェットA【医薬部外品】 - 空間ジェット・エアゾール式ゴキブリ用殺虫剤。空間噴霧後、1時間以上部屋を閉め切る必要があった。代替製品は「フォグロンS」。
- ゴキブリフマキラーEX（エクス）【医薬部外品】 - すきまノズル付ゴキブリ用エアゾール
- ゴキブリフマキラー【医薬部外品】- すきま用スプリングノズル付ゴキブリ用エアゾール
- ゴキブリフマキラー2001【医薬部外品】 - 業務用「フマキラーFK-2001」の家庭用仕様
- ゴキブリフマキラーダブルジェット【防除用医薬部外品】 - 「Wジェットノズル」採用のゴキブリ用殺虫スプレー。2014年3月に「ガス抜きキャップ」を採用するとともに、厚生労働省の特例でゴキブリ駆除用の防除用医薬部外品にマダニへの効能が付加できることになったことを受け、マダニへの効能を追加してリニューアルした。
- フマキラー567（ゴロチ）【医薬品】 - 発熱体を応用した、水も火も使わない、部屋に置いて蓋を開けるだけのゴキブリ用くん蒸殺虫剤。代替製品は「フォグロンS」。（製造販売元：東洋インキ製造（現・東洋インキSCホールディングス））
- ゴキカブリ【医薬部外品】 - ゴキブリ誘引殺虫剤。「フマキラーホウ酸ダンゴ半なま」（現・「フマキラーホウ酸ダンゴプレミアム」）へ継承
- ゴキロード【医薬部外品】 - ゴキブリが中を通ることで、有効成分フィプロニルに触れて殺虫効果を発揮する、全く新しい発想のゴキブリ誘引殺虫剤。牛由来原材料を含む為、BSE問題により生産完了。この原理は後にアリ・アルゼンチンアリ駆除剤に応用された（元々本品の有効成分は水稲用殺虫剤やペットのノミ駆除剤に用いられていたもので、本品もそれらの原理を応用したものである）。
- ローチパック - ゴキブリ捕獲器
- ローテル - ゴキブリ捕獲器。プラスチック製の捕獲器本体の底に、「ローテルフード」という専用の餌を入れて使用する。ゴキブリの通り道には外側からしか開かない構造の金属製シャッター（ハネ）が付いており、発売当時のテレビCMでも「一方通行、出口なし」と銘打たれた。ローテルフードには殺虫成分は含まれておらず、ゴキブリが捕れたら捕獲器上部のツマミを持って捕獲部を底から取り外し、捕獲部ごと直射日光に当てて殺すか、ツマミを洗濯バサミで止め（捕獲部の蓋を固定する為）、捕獲部を水に漬けて水死させる。ローテルフードは開封後5〜7日で誘引効果がなくなるので、左記周期で交換する。なお、本品で獲れたゴキブリを殺す際、殺虫剤（液、粉、エアゾール等）は捕獲器のプラスチックを侵したり、誘引効果が損なわれる原因となるので使用してはならない。また、捕獲器の洗浄には必ず水かぬるま湯を使用し、洗剤は誘引効果が損なわれる場合があるので使用してはならない。
- フマキラーゴキブリ激取れBOX
- ダニフマキラー【医薬部外品】
- わる虫退治ダニ用【医薬部外品】
- わる虫退治ダニ用シート【医薬部外品】
- わる虫退治 - 室内でもベタつかない新溶剤（アルコール系）採用の不快害虫用エアゾール。スプリングノズル式。AJD（オールジャパンドラッグ）チェーン向けはラベルの色が異なる。「アリフマキラー」に機能統合。
- わる虫退治ジェット - 遠く（約2mまで）の不快害虫に離れて噴射できるジェット噴射式エアゾール。屋外専用。後にAJDチェーン向け商品となったがやがて終売。代替製品は「ハチ・アブダブルジェット」である。
- わる虫退治粉剤 - 「わる虫フマキラー粉剤」へ継承
- わる虫フマキラー粉剤 - 処方改良により「アリ・ムカデ粉剤」へ継承
- 巣のアリ退治 - シールを引き抜いて置くだけで、アリを巣ごと退治。
- カメ虫用ジェット - カメムシ用ジェット噴射式エアゾール（室内用）
- シロアリジェット - 「シロアリジェットプロ」へ継承
- ハチ・アブジェット - ハチ・アブ用ジェット噴射式エアゾール（屋外専用）。放射距離は約4m、放射時間は約40秒。「ハチ・アブダブルジェット」発売後も暫く（販売店限定で）併売されたが、左記製品に機能統合される形で販売終了。
- アミ戸フマキラーワイド - 網戸用防殺虫剤。新規ピレスロイド（エトフェンプロックス）使用。業界初の4連ノズルによるワイド噴射で、大きなアミ戸もすばやく簡単に処理、効果は約1.5ヶ月持続。害虫に直接噴射で殺虫もできる。「虫よけバリア　アミ戸窓ガラス」へ継承。
- タタミフマキラーワイド - 畳・カーペット・フローリング用防殺虫剤（不快害虫用）。業界初の4連ノズルによるワイド噴射で、すばやく簡単に処理、グレープフルーツ種子抽出物・エタノールによる消臭・除菌効果もあり、さらにダニアレルゲンも抑制する。効果は約1.5ヶ月持続。カーテンにも使える。
- フマキラーお部屋まとめて - 全量噴射型殺虫・消臭・除菌エアゾール（不快害虫用）。有効成分はエトフェンプロックス（殺虫成分）、グレープフルーツ種子抽出物・発酵アルコール（消臭・除菌成分）。9〜12畳用。
- フマキラー天然ジェット - 全量噴射型殺虫エアゾール（不快害虫用）。有効成分は除虫菊エキス。6〜12畳用。
- ササレン【医薬部外品】 - 虫よけスプレー。エアゾールタイプの他、それを持ち込めない学校やキャンプ場などでの使用に適したジェルタイプもラインナップされていた。

#### 家庭用品
- フマキラー寝室まとめて - 寝室用全量噴射型消臭・除菌・防虫エアゾール（不快害虫用）
- フマキラーキッチンまとめて - キッチン用全量噴射型消臭・除菌エアゾール
- フマキラークルマまとめて - 自動車用全量噴射型消臭・除菌・芳香エアゾール（微香性）
- フマキラーキッチン用アルコール除菌・消臭スプレー - エアゾールタイプ（窒素ガス使用）の、食器にかかっても安心な除菌・消臭スプレー。無香タイプではあるが、グレープフルーツ種子抽出物配合の為、使用中、若干グレープフルーツの香りがするが、時間とともに消える。
- アルコール除菌ティシュ
- アルコール除菌キッチンクリーナー
- アルコール消毒 きれいな手【指定医薬部外品】
- キッチン・冷蔵庫のウイルシャット
- トイレまわりのウイルシャット
- アレルシャット - 花粉・ハウスダスト除去剤
- アレルシャット ハウスダスト 鼻でブロック
- アレルシャット 花粉 マスクでブロック
- アレルシャット 花粉 ふとんでブロック
- アレルシャット 花粉 鼻でブロック kid's イチゴの香り
- アレルシャット 花粉 鼻でブロック 爽快ミストウォッシュ
- アレルシャット 花粉 服でブロック - ナノテク効果で服や布団・シーツなどの花粉の付着を防ぐスプレー
- 吸うぱあまん - 倒れても水漏れしない使い捨てスタンドパックタイプの家庭用除湿剤（水になるタイプ）。上部にフック穴（水滴形状、販売時兼用）があるので置いても掛けても使え、吸湿面（裏面、使用説明書を左上の指定箇所より剥がすと現れて除湿が始まる）に特殊透湿シートを採用している為、倒れても水漏れしない。吸湿量は400ml。用途も押入れ、洋服ダンス、下駄箱、収納庫、ロッカー、戸棚と幅広い。使用後は溜まった水を捨てた後、小さく丸めて（燃えないゴミで）捨てられる。カビよけ効果もある。
- 吸うぱあまんDAY - 上記製品のコンビニ向け仕様。吸湿量350ml。
- 吸うぱあまんDRY - 「吸うぱあまん激乾」（後の「激乾」）へ改称
- 吸うぱあまん激乾吸水テープ - 窓ガラス、洗面所・配水管、金属製の扉、水洗トイレの貯水槽などの結露を吸水。520mlの大吸水量（1巻あたり）。防カビ剤配合でテープにカビがはえない。吸水、蒸発を繰り返し1シーズン使える。幅35mm×長さ4m。ブラウンとシルバーの2色。
- 結露防止 - シリコンコート効果により、サッと拭くだけで窓ガラスの結露による水ダレ・くもりを防ぐ。また、ガラスの汚れを取り、汚れをつきにくくする効果もある。洗面台の鏡のくもり止めにも使える。（浴室、自動車の窓ガラス、ミラー不可）約1〜2ヶ月の長期持続効果。スプレータイプ（専用スポンジ付）、ウエットシートタイプ（10枚入）の2種類。
- くもり防止
- サザン - 無臭性せんい製品防虫剤（蒸散性ピレスロイド（エムペントリン）製剤）。開封後6ヶ月間有効で、（スプレータイプを除き）花のイラストが変色したら交換時期。引き出し・衣装箱用、洋服ダンス用、スプレータイプ、シートタイプの4種類。
- ファン式サザン - ウォークインクローゼット（2畳まで）専用電動ファン式せんい製品防虫・防カビ剤（トランスフルトリン・アレスリン製剤）。エステーとの共同開発品である（エステーでは、「ムシューダFan　ウォークインクローゼット専用」の商品名で発売）。
- 芳香剤ファミレド - 業界初、サイフォン構造を採用した芳香剤（室内用）
  - ファミレドミニ - トイレ用
- エクスエール - ポット型缶入り芳香剤（含浸タイプ）
- ハイナイス - ロングセラーのトイレ用洗浄剤
- ナイスコロン花 - トイレ消臭液
- ピッカビ - スーパーノズルを搭載した浴室用カビ取り剤
- 水からできたマイナスイオンクリーナー
- お風呂まとめて洗浄+除菌 - 浴槽・風呂釜・小物の汚れをまとめて洗浄・除菌する洗浄剤。残り湯に混ぜて一晩つけるだけの手軽さも特徴。1つ穴・2つ穴両用。エコキュート、ジェットバス（バクテリアろ過方式を除く）、24時間風呂も機種により洗浄可。「お風呂まとめて泡洗浄」へ継承。
- メルシーローブ - 家庭用手袋
- ミスターホット - 使い捨てカイロ

#### 園芸用品
- ナピカ - 園芸用肥料・活力剤。（固形、液体）専用タイプの液肥は薄めずそのまま使えるポンプ式で、手を汚さず与えられる。持ちやすい窪み付の容器が特徴。
- カダン モスピランT【農薬】 - モスピランとトップジンMの混合エアゾル。花用。「カダン モスピラン・トップジンMスプレー」に機能統合。
- カダン モスピラン液剤【農薬】
- カダン モスピラン粒剤【農薬】
- カダン【農薬】
- カダンダスト【農薬】 - 5種混合殺虫殺菌粉剤
- カダンEX【農薬】
- カダンC【農薬】 - 庭木のケムシ用。容器改良により「カダンCX」へ継承
- カダンCX【農薬】 - 「ケムシカダンA」へ継承
- カダンA、ケムシカダンA【農薬】 - 「カダンA　ケムシジェットタイプ」へ一本化。なお、「カダンA」の代替製品は「カダンD」である。
- カダンAP【農薬】 - 葉裏にもかけやすいノズル付園芸用殺虫剤
- カダンS【農薬】 - 花の害虫（アブラムシ、ハダニ）と病気（うどんこ病、黒星病、褐斑病）に効く、殺菌剤入り園芸用エアゾール。（アレスリン・ジネブ・DPCエアゾル）「カダンD」へ継承。
- カダンSP【農薬】
- カダンSPII【農薬】 - 殺虫剤ペルメトリンと殺菌剤チオファネートメチルのダブル配合で虫と病気に効き、業界初の葉裏噴射ノズルを採用してワイド噴射との2ウェイノズル方式を採用した園芸用エアゾール。
- カダンV【農薬】 - 日本初、野菜専用殺虫エアゾル。代替製品は「カダンVII」である。
- カダンG【農薬】 - 観葉植物用殺虫エアゾル。新溶剤（アルコール系）によりベタつかず、室内でも使用可。
- カダン ケムシジェット【農薬】 - 「カダン　花木用ハンドスプレー」と機能統合し、「ケムシカダンHS」へ継承。
- カダン石灰硫黄合剤【農薬】
- フマキラー印スミチオン乳剤【農薬】
- フマキラー印マラソン乳剤【農薬】
- カダン除草剤 ピックアップ180粒剤【農薬】 - 非農耕地用強力除草粒剤。アトラジン・テトラピオン・DCMU・DPA粒剤
- カダン除草剤 ヨック粒剤【農薬】（製造販売元：保土谷アグロス（現・保土谷アグロテック））
- カダン除草剤 ザッソージ【農薬】（製造販売元：アグレボジャパン（現・バイエルクロップサイエンス））
- カダン泡の除草剤 ねらいうち【農薬】 - 土から生まれたバイオ除草剤。（製造販売元：明治製菓（現・Meiji Seika ファルマ））
- アリ・ケムシカダン - 「アリカダン」へ継承
- アリカダン 巣のアリ退治シャワー液
- ダンゴムシカダン粉剤 - 天然成分ピレトリンを配合した殺虫粉をシリコーンオイルで特殊コーティングしたダンゴムシ用粉剤タイプ。細口と広口にツインキャップを採用。
- カダン ナメクージョ - 「ナメクジカダン」へ継承
- カダン ナメクージョ粒剤 - 「ナメクジカダン粒剤」へ継承
- カダン ナメクージョハンドスプレー
- カダン ハチ・アブジェット - 「カダン ハチ・アブダブルジェット」へ継承
- カダン ハチ・アブダブルジェット - 「ハチ・アブダブルジェット」へ機能統合される形で販売終了。
- カダン ハチ激取れ - ハチ用捕獲器。殺虫成分を配合しておらず、有益なミツバチには誘引されないように工夫されている。
- カダン 蚊とりダブルジェット【医薬部外品】 - 「カダン ヤブ蚊バリア」【防除用医薬部外品】へ継承
- カダン どこでもベープNo.1 - 「どこでもベープNo.1」の色・ブランド・流通ルート違い。
- カダン虫よけバリア - 2013年4月発売。「虫よけバリア」の園芸用仕様。薬剤（メトフルトリン）+天然ハーブを配合し、S字形状の大型容器を採用。通常の「虫よけバリア」としてベランダにも使用可能。（植物保護を目的とした製品ではない。）60日・100日・130日の3種類。「カダン虫よけバリアブラック」へ継承
- カダン バランス元肥【肥料】
- カダン バランス追肥【肥料】
- カダン バランス肥料【農薬】【肥料】 - アブラムシも予防できる殺虫剤入り肥料。「カダン殺虫肥料＜錠剤＞」へ継承（製造販売元：日本曹達）
- カダン ポットイン - ハサミのいらない植物活力剤。「カダン ポットインAO」へ継承。
- カダン ポットイン大型 - 庭木用活力剤。立て札にもなるラベル付。
- カダン リーフイン - 葉にスプレーする観葉植物用活力剤。「カダン アミノ酸パワー 草花用」へ継承。
- カダン シャワー液 - 「カダン シャワー液AO全植物用」へ継承
- カダン シャワー液AOハーブ用
- カダン シャワー液AO防虫プラス
- カダンアミノ酸パワー - 天然アミノ酸を配合したスプレータイプの活力剤。赤のパッケージの「草花用」と緑のパッケージの「野菜用」の2種類があった。「カダンアミノパワー」へ継承。
- カダン 鉢底石 - アブラムシも予防できる天然ニームオイル配合の鉢底石。（【農薬】ではない）
- 園芸用簡易スプレー - スーパーノズルを搭載した園芸用ハンドスプレー（薬剤別売）
- カダン 園芸用簡易ズキン
- ネズミ激取れBOX 2個入 - 立体キャッチ方式の強力粘着式捕獲器。
- わる犬退散
- わる猫退散

#### ペット用品
- chp【動物用医薬部外品】 - ノミよけ首輪など
- 犬小屋まとめて殺虫・除菌 - 犬小屋専用全量噴射型殺虫・除菌・消臭エアゾール（不快害虫用）。散歩時、犬小屋の入口に置き、ボタンを回すだけ。
- フマキラーペットまわりの殺虫・消臭

#### 業務用製品
- フマキラー G-02
- 除菌スプレー アルコール80
- フマキラーアルファクロン水和剤【動物用医薬品】 - 畜舎とその周りのハエ防除に。
- ラニラット-F【動物用医薬部外品】 - 畜舎周りのネズミ駆除に。
- フマキラー印エンドックス【農薬】【医薬部外品】 - 独バイエル社製殺鼠剤（家ネズミ・野ネズミ両用）。有効成分はワルファリンの約6倍の毒性を持つクマリン系のクマテトラリル。バナナ香料使用。粉のまま、又は毒餌・毒団子としてそ穴に投入するなどして、5〜7日程反復して使用する。農薬としての登録は2002年に失効している。現在はバイエルクロップサイエンスより「エンドックス」【防除用医薬部外品】の商品名で販売されている。

#### 日本生活協同組合連合会商品
- CO-OP 生協かとり線香【医薬部外品】
- CO-OP アリ殺虫剤

## 不祥事

### 景品表示法違反（優良誤認）
2015年2月21日、「虫よけバリア」などの商品が「虫を寄せ付けない」などと謳っているが根拠が不十分であるとして、景品表示法違反（優良誤認）で消費者庁から再発防止の措置命令を受けた。

## テレビ番組
- 日経スペシャル ガイアの夜明け 「ドキュメント 蚊取り線香～金鳥・フマキラー　夏商戦の舞台裏～」（2006年7月25日、テレビ東京）[7]。- インドネシア進出を取材。

## 広報活動

### 歴代CM出演者
- 藤純子（現・富司純子）（ベープ）
- 山城新伍（ベープ）
- 渥美清　（ベープ）
- 京塚昌子（ベープ）
- 田原俊彦（ベープ）
- ルー大柴（ベープ）
- TOKIO（ベープ、長らくイメージキャラクターを務めている）
- 千昌夫（567）
- 曾我廼家五郎八（567）
- 和田アキ子（フマキラーA、「あんたら、逃がさへんでぇ〜」「ハエ、まいった蚊」のキャッチコピーで有名）
- 松本伊代（フマキラーA）
- レイザーラモン（フマキラーA）
- いとうまい子（アルコール除菌クリーナー）
- 髭男爵（アレルシャット）
- 鳥居みゆき（アレルシャット花粉鼻でブロック、「謎の鼻プロ美人」として）
- ジャイアント馬場（芳香剤ファミレド）
- 篠原信一（フマキラープレミアム）
- 渡部建（ゴキブリワンプッシュ、ゴキファイタープロ ストロング、後述の不祥事で途中降板）
- 泉ピン子（衣類の防虫剤サザン）
- 田中美佐子（衣類の防虫剤サザン）
- カイヤ（衣類の防虫剤サザン）
- 高見知佳（吸うぱあまんDRY）
- ももいろクローバーZ
- 児嶋一哉[注 3][8]（ゴキブリワンプッシュ、ゴキファイタープロ ストロング、ゴキ・ダニまとめてジェット）
- 出川哲朗（ゴキファイタープロ ストロング、ゴキブリワンプッシュプロプラス、ゴキ・ダニまとめてジェット、ゴキブリ超凍止ジェット 除菌プラス、ゴキファイタープロ）[9][10][11][12]
- 戸島花（食品用アルコール除菌フードキーパー[13]、ゴキ・ダニまとめてジェット[10]、カダンライフ公式アンバサダー[14]）
- 宮原華音（ワンショット未来）[15][16]

### スポンサー番組
- 情報ライブ ミヤネ屋（読売テレビ制作・日本テレビ系列） - 木曜日ネットワークセールス枠前半
- DAIGOも台所〜きょうの献立何にする?〜（朝日放送テレビ制作・テレビ朝日系列） - 隔日提供
- 日経スペシャル カンブリア宮殿（テレビ東京系列）
- 出川哲朗の充電させてもらえませんか?[注 4]（テレビ東京、関東ローカル）
- 夢が咲く 有吉園芸 〜Road to start a garden shop〜（BS朝日）
- 東山奈央のラジオ@リビング（文化放送）

過去
- スッキリ!!（日本テレビ系）時期は不明だが、先述の『情報ライブ ミヤネ屋』に移行。
- オレたちひょうきん族（フジテレビ）
- メントレG[注 5]（フジテレビ）
- 5LDK[注 5]（フジテレビ）
- とくダネ!（フジテレビ）
- 金曜プレステージ（フジテレビ）
- ウッチャンナンチャンのやるならやらねば!（フジテレビ）
- 満天☆青空レストラン（日本テレビ）
- Oh!どや顔サミット（朝日放送）
- ブラマヨ衝撃ファイル 世界のコワ〜イ女たち（TBS）
- 知っとこ!（毎日放送）※2005年4月〜2007年9月
- ちょこっとイイコト 〜岡村ほんこん♥しあわせプロジェクト〜（テレビ東京）
- キレイの台所（テレビ大阪）
- クイズタイムショック（テレビ朝日）
- スーパー戦隊シリーズ（テレビ朝日）
  - 太陽戦隊サンバルカン
  - 高速戦隊ターボレンジャー
  - 電磁戦隊メガレンジャー
  - 忍風戦隊ハリケンジャー
  - 魔法戦隊マジレンジャー
  - 獣電戦隊キョウリュウジャー
  - 王様戦隊キングオージャー
- ワールドビジネスサテライト（テレビ東京）※PT扱い
- 世界・夢列車に乗って（BS-TBS）
- 極上のクルーズ紀行（BS-TBS）
- BBC地球伝説（BS朝日）など多数

### 協賛イベント
- フマキラー囲碁マスターズカップ（日本棋院主催、2011年 - 2019年）[17]
- フマキラー囲碁女流ブレーンズマッチ（自社主催、2021-）

### スポーツ
- 広島東洋カープ
  - 二代目社長・大下俊春が広島カープ（当時）の取締役だった関係で、球団創設期のユニフォームの袖章にフマキラーの商標を、帽子の「C」に「フ」を入れていた[18][19]。
  - 旧広島市民球場と、その後本拠地を引き継いだMAZDA Zoom-Zoom スタジアム広島のフェンスにも商標広告（ベープ）が入っている。2010年8月22日の横浜ベイスターズ戦でカープの天谷宗一郎がこのベープの広告部分のフェンスを踏んでよじ登ってホームラン性のあたりをキャッチしたため、幾度もニュースに取り上げられ宣伝効果になったとしてフマキラーは天谷にベープ、薬用ハンドソープ等を贈呈した[20]。